# 浓冠鸦
浓冠鸦（学名：Cyanocorax melanocyaneus），是鸦科蓝鸦属的一种，分布于萨尔瓦多、危地马拉、尼加拉瓜和洪都拉斯。全球活动范围约为118,000平方千米。该物种的保护状况被评为无危。
浓冠鸦的平均体重约为105.5克。栖息地包括种植园、亚热带或热带的湿润低地林、亚热带或热带严重退化的前森林和亚热带或热带的湿润山地林。